# ポルターガイスト3 / 少女の霊に捧ぐ…
『ポルターガイスト3 / 少女の霊に捧ぐ…』（Poltergeist III）は、1988年のアメリカ合衆国の映画。SFXホラームービー。

## 概要
1982年に公開された『ポルターガイスト』のシリーズ第3作。シカゴの超高層マンションであるジョン・ハンコック・センターに舞台を移し、メインキャストも大幅に変更されている。前作の悪役である謎の牧師「ケイン」が再登場するが、演じたジュリアン・ベックが死去したため、こちらもキャストが変更された。
本作の撮影終盤に、キャロル・アンを演じていたヘザー・オルークがクローン病に冒され、わずか12歳で急死した。このためラスト部分は変更を余儀なくされた。本作のエンディングクレジットには「この映画をヘザー・オルークに捧ぐ '75年生 '88年没」という献辞が入れられた。
シリーズ出演者4名（ドミニク・ダン、ベック、ウィル・サンプソン、オルーク）の相次ぐ死により、『ポルターガイスト』シリーズは「呪われた映画」と称されている。
日本では、DVD化はされなかったが、『ポルターガイスト2』とともに本作もブルーレイディスクで発売された。

## ストーリー
過去の惨劇を忘れるため、キャロル・アンは一時的にシカゴに住む親戚であるガードナー夫妻の家に預けられていた。彼らが実は疎ましく思っていることを察し、学校でもいじめられ、孤独を感じるキャロル・アン。そんな彼女の前に再びケイン牧師が現れ、超常現象が巻き起こる。一家が出かけ、キャロル・アンが一人ぼっちになった夜、彼女を手に入れようとケイン牧師が本格的に攻めて来た。

## キャスト
| 役名                         | 俳優                                                | 日本語吹替 |
| ---------------------------- | --------------------------------------------------- | ---------- |
| ブルース・ガードナー         | トム・スケリット                                    | 堀勝之祐   |
| パトリシア・ガードナー       | ナンシー・アレン                                    | 小宮和枝   |
| キャロル・アン・フリーリング | ヘザー・オルーク                                    | 川田妙子   |
| タンジーナ                   | ゼルダ・ルビンスタイン                              | 片岡富枝   |
| スコット                     | キップ・ウェンツ                                    | 松本保典   |
| ドナ・ガードナー             | ララ・フリン・ボイル                                | 小林優子   |
| シートン博士                 | リチャード・ファイア                                | 麦人       |
| ケイン                       | ネイザン・デーヴィス コーリー・バートン（一部の声） | 大木民夫   |

- 1992年8月19日『水曜ロードショー』
- その他の日本語吹替え：坂本千夏、藤生聖子、さとうあい、石田彰、磯辺万沙子、稲葉実、小室正幸、津田英三、辻親八、定岡小百合、桜井敏治、小形満、吉田美保、渡辺美佐
日本語版制作スタッフ：プロデューサー：上田正人、演出：伊達康将、翻訳：平田勝茂、制作：東北新社、TBS

## スタッフ
- 監督 - ゲイリー・シャーマン
- 製作 - バリー・ベルナルディ
- 製作総指揮 - ゲイリー・シャーマン
- 脚本 - ゲイリー・シャーマン / ブライアン・タガート
- 撮影 - アレックス・ネポムニアスキー
- 音楽 - ジョー・レンゼッティ
- 編集 - ロス・アルバート
- SFX - リチャード・エドランド / ILM